# Diaixis helenae
Diaixis helenae is een eenoogkreeftjessoort uit de familie van de Diaixidae. De wetenschappelijke naam van de soort is voor het eerst geldig gepubliceerd in 1979 door Andronov.